# Campeonato Capixaba de Futebol de 2018 - Série A
O Campeonato Capixaba de Futebol de 2018 - Série A, oficialmente Capixabão Sedex 2018 por motivos de patrocínio, organizado pela FES, foi a 102ª edição do campeonato. Com início em 17 de janeiro e término em 7 de abril, reunindo dez equipes, sendo oito participantes do Capixabão de 2017 e a campeã e vice do Série B de 2017.
O Serra conquista o sexto título de sua história, um ano após subir da Série B.

## Regulamento
A fórmula de disputa é a mesma da edição anterior. Na Primeira Fase, os dez participantes jogam entre si em turno único, os quatro melhores avançam para as Semifinais. Cinco times foram definidos por meio de um sorteio e fazem cinco jogos com o mando de campo (Espírito Santo, Real Noroeste, São Mateus, Serra e Vitória-ES), os demais fazem apenas quatro jogos com o mando. Nas Semifinais, que serão disputadas em sistema de mata-mata com jogos de ida e volta (1º colocado x 4º colocado e 2º colocado x 3º colocado). Nas Finais, os vencedores das Semifinais decidem o título também com jogos de ida e volta. O time com melhor campanha na Primeira Fase tem o mando de campo nos jogos de volta das Semifinais e Finais. O campeão ganha o direito de disputar a Copa do Brasil de 2019 e a Série D de 2019. As duas últimas equipes na Primeira Fase são rebaixadas à Série B de 2019.

### Critérios de desempate
Os critérios de desempate serão aplicados na seguinte ordem para cada fase:
Primeira Fase
1. Maior número de vitórias
2. Maior saldo de gols
3. Maior número de gols pró (marcados)
4. Confronto direto
5. Menor número de cartões vermelhos
6. Menor número de cartões amarelos
7. Sorteio

Semifinais e Finais
1. Maior saldo de gols nos dois jogos
2. Melhor classificação na Primeira Fase

## Participantes
| Clube                  | Cidade                  | Temporada 2017 | Estádio               | Capacidade | Títulos (último) |
| ---------------------- | ----------------------- | -------------- | --------------------- | ---------- | ---------------- |
| Atlético Itapemirim    | Itapemirim              | 1º             | José Olívio Soares    | 2 000      | 1 (2017)         |
| Desportiva Ferroviária | Cariacica               | 8º             | Engenheiro Araripe    | 7 700      | 18 (2016)        |
| Doze                   | Vitória                 | 2º             | Kleber Andrade[a]     | 21 000     | 0 (não possui)   |
| Espírito Santo         | Vitória                 | 3º             | Kleber Andrade[a]     | 21 000     | 0 (não possui)   |
| Real Noroeste          | Águia Branca            | 7º             | José Olímpio da Rocha | 5 281      | 0 (não possui)   |
| Rio Branco VN          | Venda Nova do Imigrante | 2º da Série B  | Olímpio Perim         | 2 100      | 0 (não possui)   |
| São Mateus             | São Mateus              | 5º             | Sernamby              | 4 500      | 2 (2011)         |
| Serra                  | Serra                   | 1º da Série B  | Robertão              | 2 000      | 5 (2008)         |
| Tupy                   | Vila Velha              | 4º             | Salvador Costa[b]     | 3 000      | 0 (não possui)   |
| Vitória-ES             | Vitória                 | 6º             | Salvador Costa        | 2 366      | 9 (2006)         |

Obs.:

- a. ^  O Doze e o Espírito Santo mandaram seus jogos no Kleber Andrade, em Cariacica.
- b. ^  O Tupy mandou seus jogos no Salvador Costa, em Vitória.[12]

## Primeira Fase
| Pos | Times                  | Pts | J | V | E | D | GP | GC | SG  | %  | M       | Classificação               |
| --- | ---------------------- | --- | - | - | - | - | -- | -- | --- | -- | ------- | --------------------------- |
| 1   | Serra                  | 22  | 9 | 7 | 1 | 1 | 16 | 7  | +9  | 79 | Estável | Classificado às Semifinais  |
| 2   | Real Noroeste          | 18  | 9 | 5 | 3 | 1 | 20 | 10 | +10 | 71 | Estável | Classificado às Semifinais  |
| 3   | Espírito Santo         | 15  | 9 | 4 | 3 | 2 | 13 | 7  | +6  | 54 | 3       | Classificado às Semifinais  |
| 4   | Rio Branco VN          | 15  | 9 | 4 | 3 | 2 | 16 | 11 | +5  | 54 | 1       | Classificado às Semifinais  |
| 5   | Atlético Itapemirim    | 14  | 9 | 3 | 5 | 1 | 14 | 8  | +6  | 50 | 1       |                             |
| 6   | Desportiva Ferroviária | 14  | 9 | 3 | 5 | 1 | 14 | 8  | +6  | 50 | 2       |                             |
| 7   | Vitória-ES             | 12  | 9 | 3 | 3 | 3 | 7  | 8  | –1  | 46 | Estável |                             |
| 8   | Tupy                   | 5   | 9 | 1 | 2 | 6 | 7  | 17 | –10 | 21 | Estável |                             |
| 9   | Doze                   | 4   | 9 | 1 | 1 | 7 | 8  | 23 | –15 | 17 | Estável | Rebaixado à Série B de 2019 |
| 10  | São Mateus             | 2   | 9 | 0 | 2 | 7 | 5  | 20 | –15 | 8  | Estável | Rebaixado à Série B de 2019 |

## Semifinais
Jogos de ida
| Domingo, 18 de março | Rio Branco VN | 1 – 0     | Serra | Estádio Olímpio Perim, Venda Nova do Imigrante                          |
| 15:00                | Weltinho 64'  | Relatório |       | Público: 1 981 Renda: R$ 30.810,00 Árbitro: ES José Wellington Bandeira |

| Rio Branco-VN | Serra |

| Sábado, 17 de março | Espírito Santo | 1 – 2     | Real Noroeste                    | Estádio Kleber Andrade, Cariacica                                 |
| 16:10               | Erick Foca 37' | Relatório | 70' Madison · 77' Matheus Bidick | Público: 247 Renda: R$ 2.820,00 Árbitro: ES Felipe Duarte Varejão |

| Espírito Santo | Real Noroeste |

Jogos de volta
| Domingo, 25 de março | Serra             | 1 – 0     | Rio Branco VN | Estádio Robertão, Serra                                              |
| 15:00                | Joelson 16' (pen) | Relatório |               | Público: 1 634 Renda: R$ 24.660,00 Árbitro: ES Felipe Duarte Varejão |

| Serra | Rio Branco-VN |

| Sábado, 24 de março | Real Noroeste                                     | 4 – 2     | Espírito Santo               | Estádio José Olímpio da Rocha, Águia Branca                    |
| 15:00               | Monar 20' · Warley 44' · Gian 56' · Madison 90+4' | Relatório | 04' Erick Foca · 65' Vitinho | Público: 408 Renda: R$ 3.525,00 Árbitro: ES Dyorgines Padovani |

| Real Noroeste | Espírito Santo |

## Finais
Jogo de ida
| Sábado, 31 de março | Real Noroeste | 0 – 1     | Serra    | Estádio José Olímpio da Rocha, Águia Branca                     |
| 16:10               |               | Relatório | 34' Rael | Público: 849 Renda: R$ 13.980,00 Árbitro: ES Dyorgines Padovani |

| Real Noroeste | Serra |

Jogo de volta
| Sábado, 7 de abril | Serra                                 | 3 – 4     | Real Noroeste                                   | Estádio Kleber Andrade, Cariacica                                 |
| 16:10              | Darlan 1' · Thiaguinho 56' · Rael 86' | Relatório | 21' Warley · 25' Madison · 68', 88' Igor Santos | Público: 2 074 Renda: R$ 30.810,00 Árbitro: ES Dyorgines Padovani |

| Serra | Real Noroeste |

## Estatísticas

### Maiores públicos
Estes são os dez maiores públicos do campeonato:
| N.º | Público | Mandante               | Placar | Visitante              | Estádio               | Data            | Rodada            |
| --- | ------- | ---------------------- | ------ | ---------------------- | --------------------- | --------------- | ----------------- |
| 1   | 2 074   | Serra                  | 3–4    | Real Noroeste          | Kleber Andrade        | 7 de abril      | Final (volta)     |
| 2   | 1 981   | Rio Branco VN          | 1–0    | Serra                  | Olímpio Perim         | 18 de março     | Semifinal (ida)   |
| 3   | 1 634   | Serra                  | 1–0    | Rio Branco VN          | Robertão              | 25 de março     | Semifinal (volta) |
| 4   | 1 206   | Vitória-ES             | 1–1    | Desportiva Ferroviária | Salvador Costa        | 10 de março     | 9ª                |
| 5   | 1 196   | Rio Branco VN          | 2–0    | Tupy                   | Olímpio Perim         | 10 de março     | 9ª                |
| 6   | 1 101   | Desportiva Ferroviária | 1–1    | Serra                  | Engenheiro Araripe    | 3 de março      | 8ª                |
| 7   | 966     | Rio Branco VN          | 3–0    | Vitória-ES             | Olímpio Perim         | 28 de fevereiro | 7ª                |
| 8   | 950     | Serra                  | 1–0    | Rio Branco VN          | Robertão              | 25 de fevereiro | 6ª                |
| 9   | 879     | Rio Branco VN          | 3–1    | São Mateus             | Olímpio Perim         | 8 de fevereiro  | 4ª                |
| 10  | 849     | Real Noroeste          | 0–1    | Serra                  | José Olímpio da Rocha | 18 de março     | Final (ida)       |

- Considera-se apenas o público pagante.

## Premiação
| Campeonato Capixaba de 2018 - Série A |
| Serra                                 |
| ------------------------------------- |
| Serra Campeão (6° título)             |

### Seleção do Campeonato
| Pos. | Jogador            | Clube          |
| ---- | ------------------ | -------------- |
| G    | Walter             | Serra          |
| Z    | Espinho            | Serra          |
| Z    | Alex               | Serra          |
| LD   | Ranieri            | Espírito Santo |
| LE   | Rafinha            | Serra          |
| V    | Vandinho           | Serra          |
| V    | Darlan             | Serra          |
| M    | Emílio             | Serra          |
| M    | Joelson            | Serra          |
| A    | Rael               | Serra          |
| A    | Madison            | Real Noroeste  |
| T    | Charles de Almeida | Serra          |

- Fonte[13]

## Transmissão
Este ano, a TV Capixaba, afiliada à Rede Bandeirantes, tinha o direito de transmissão de um jogo por rodada, aos sábados, às 16 horas.